# Улица Виктора Забилы (Киев)
Улица Виктора Забилы (укр. Вулиця Віктора Забіли) — улица в Голосеевском районе города Киева, местность Демиевка. Пролегает от начала застройки до Голосеевской улицы.
Приобщается Школьная улица.

## История
Улица возникла в XIX веке и вместе со Школьной улицей составляла Училищную улицу. С середины XX века называлась Новошкольная улица. Современное название в честь украинского поэта Виктора Забилы — с 1977 года.
До 1978 года улица начиналась от проспекта 40-летия Октября (ныне Голосеевский проспект). Сокращена в связи со сносом старой застройки.
До 80-х годов XX века улица Виктора Забилы существовала на Воскресенской слободке (ликвидирована в связи со сносом ее старой застройки).